# Midland (Australia)
Midland è un sobborgo situato nell'area metropolitana di Perth, in Australia Occidentale; esso si trova a nord-est del centro cittadino ed è la sede della Città di Swan. Al censimento del 2006 contava 3.935 abitanti.